# La Paixtunnel
De La Paixtunnel (Tunnel de la Paix) is een tunnel gelegen in de Belgische stad Charleroi. De tunnel maakt deel uit van de R9 welke maar in een richting is te berijden.
De tunnelingang bestaat uit 1 tunnelbuis met 2 rijstroken. In de tunnel bevindt zich een invoeging met 2 rijstroken komende vanuit de stad (N575); de tunneluitgang telt dan ook 4 rijstroken.
Tunnel van Couillet · Hiernauxtunnel · Tunnel van Hublinbu · La Paixtunnel · Tunnel van Marcinelle · Rouillertunnel